# Ricardo Rios
Ricardo Tadeu Ribeiro Pearce (São Luís, 14 de julho de 1986) é um político brasileiro. Conhecido politicamente como Ricardo Rios, é filiado ao Partido Comunista do Brasil e atualmente é deputado estadual no estado do Maranhão
Eleito deputado pela primeira vez em 2014, obteve 38.575 votos, pelo PEN, ganhando uma vaga pelo quociente eleitoral. Foi reeleito em 2018 com 33.202 votos, pelo PDT, e, em 2022, com 29.304 votos, pelo PCdoB.
É filho dos ex-prefeitos de Vitória do Mearim, Reginaldo Rios e Dóris Rios.